# دارن ساترلند
دارن ساترلند (انگلیسی: Darren Sutherland; ۱۸ آوریل ۱۹۸۲ – ۱۴ سپتامبر ۲۰۰۹) بوکسور اهل جمهوری ایرلند بود.